# Miguel de Molinos
Miguel de Molinos Zuxia (Muniesa, Teruel, 30 de junio de 1628- Roma, 28 de diciembre de 1696) fue un escritor místico y teólogo español, creador del quietismo. Su doctrina suele denominarse molinosismo (no confundir con el molinismo de Luis de Molina, otro teólogo español del siglo XVI).

## Biografía
Hijo de Pedro Molinos y de Ana María Zuxia, Miguel de Molinos nació en la calle Mayor de la localidad turolense de Muniesa en 1628. De los dieciocho años a los treinta y cuatro se estableció en Valencia, donde estudiaría en el Colegio de San Pablo de los jesuitas. Allí se doctoró en teología y se ordenó sacerdote. Fue beneficiado de la iglesia de San Andrés de Valencia, beneficio instituido por su compatriota de Muniesa Bernardo de Murcia, a la muerte de su anterior titular Juan Cabañero.

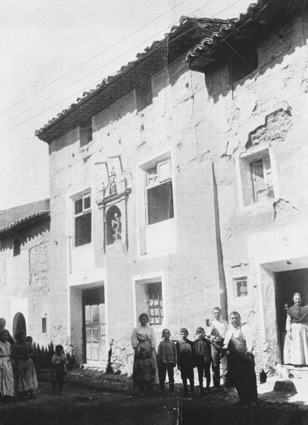
La casa natal de Molinos en Muniesa.

Recibió licencia además como confesor de monjas. Presentó su oposición a penitenciario del Colegio del Corpus Christi de la misma ciudad, que fue fundación San Juan de Ribera. Molinos debió pertenecer asimismo a la Cofradía Escuela de Cristo, que fomentaba la reflexión espiritual. La Diputación del Reino de Valencia le encargó postular la beatificación de Francisco Jerónimo Simó, para lo cual marchó en 1665 a Italia.
Se estableció finalmente en la iglesia agustina de San Alfonso de Roma, donde obtuvo una fama extraordinaria como predicador y director espiritual y consiguió con ello gran valimiento entre personalidades destacadas, que fueron sus fieles adeptos. Se le reputaba como un gran ascético, como un iluminado. Fue recibido por personalidades de la talla del general de los jesuitas Giovanni Paolo Oliva, por mediación de la Escuela de Cristo, con la que había tenido contacto en Valencia. Incluso tuvo intercambio epistolar con la reina Cristina de Suecia y desarrolló una amistad con el papa Inocencio XI.
Su Guía espiritual, con el significativo subtítulo "Que desembaraza al alma y la conduce por el interior camino para alcanzar la perfecta contemplación y el rico tesoro de la interior paz" se publicó en italiano (Roma, 1675). En ella Molinos expone el mejor camino para llegar a Dios; el último objetivo es el amor de Dios, para el cual el alma no ha de hacer nada: ha de estar pura y sin pecado, aligerada de toda preocupación o meditación, quieta. Dios hará lo demás. Esto produce un vacío espiritual, una nada, como el camino más corto para llegar a Dios. Estas doctrinas son curiosamente muy cercanas al budismo y a su búsqueda del nirvana, lo que no escapó a Pierre Bayle (considerado un antecedente de la Ilustración), en su Dictionnaire Historique et Critique (1697), donde realiza una descalificación del pensamiento oriental sobre la base de homologarlo al quietismo.

## La Inquisición

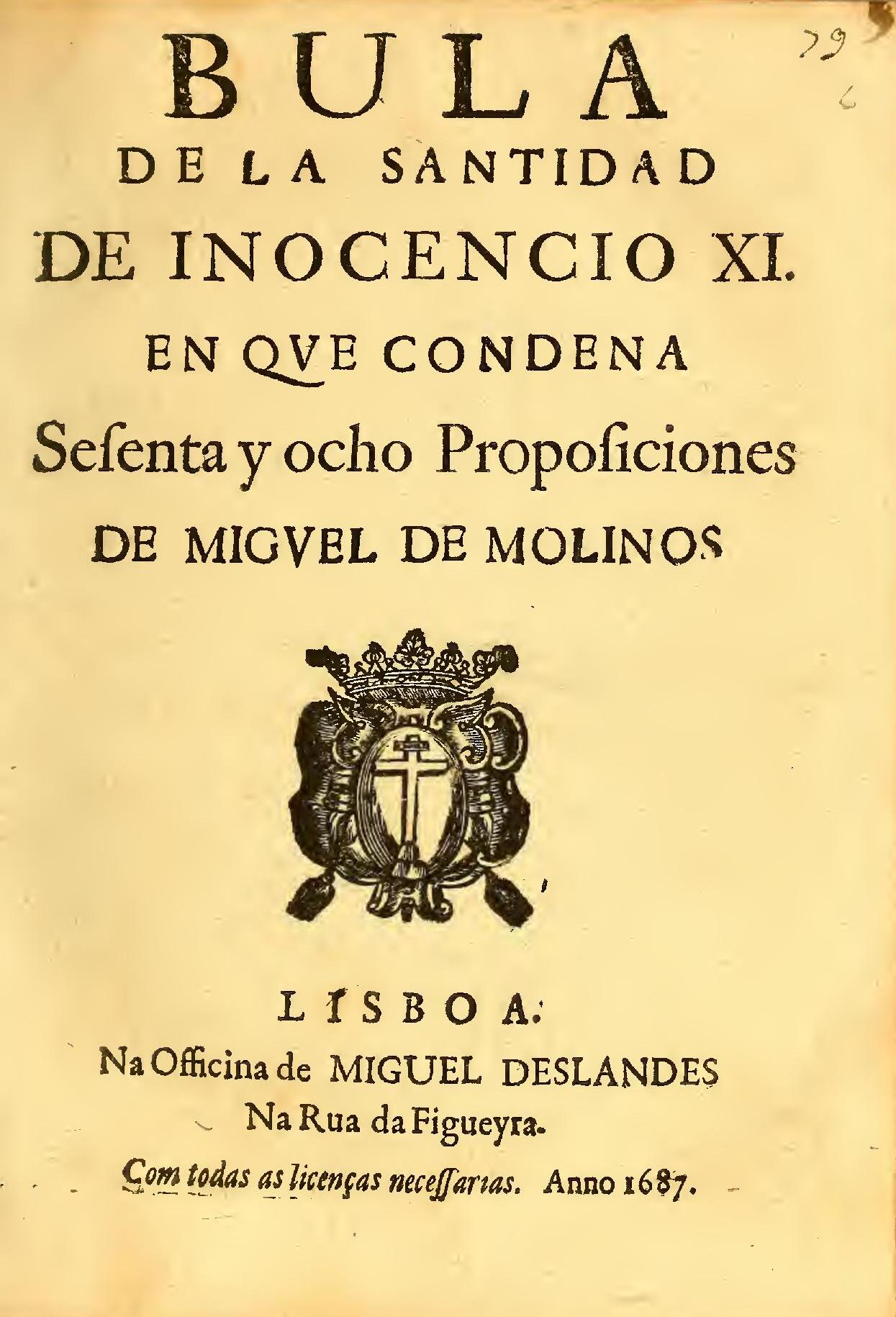
Portada de "Bula de la santidad de Inocencio XI. En que condena setenta y ocho proposiciones de Miguel de Molinos" (1687).

Las primeras escaramuzas con la Inquisición se produjeron en 1678. Las críticas venían especialmente por parte de los jesuitas Gotardo Bell’Uomo y Paolo Segneri.
Fruto de ellas es la redacción por Molinos de su Defensa de la contemplación, obra redactada hacia 1679-80 pero que ya no verá la luz. Los ataques de tales jesuitas se incluyeron en el Índice de libros prohibidos de 1681. La Guía espiritual fue denunciada por el cardenal D'Estrées (embajador en Roma del rey de Francia Luis XIV), que anteriormente había sido su amigo.
Miguel de Molinos fue apresado junto con algunos de sus discípulos el 18 de julio de 1685.
El proceso fue lento, por la imposibilidad de conseguir pruebas de las presuntas desviaciones doctrinales del sacerdote español a través del examen de su libro.
Bajo tortura, Molinos confesó cualquier cosa que le imputaban, por lo que terminó siendo acusado de actos de inmoralidad.
Se desconoce el contenido de las actas de su absurdo proceso porque funcionarios de la Inquisición las destruyeron un siglo después (a fines del siglo XVIII), para evitar que cayeran en manos de los franceses.
Algunas de las confesiones que extrajeron los inquisidores bajo tortura podrían estar enumeradas en un escrito del obispo de Téano, Giuseppe Maria Giberti, que en 1687 escribió en su Ragguaglio della pessima vita di Michele Molinos:

No observaba el ayuno ni viernes ni sábado ni día de vigilia ni de cuaresma, sino que siempre comía carne, y el pez era sólo para aguzarse el apetito, juntamente con la carne. Haber tenido durante dieciocho años continuos comercio con una mujer (ésta también del Santo Oficio, y que cada mañana la hacía comunicar). Que para conseguir la libido, se hacía servir en la mesa y desnudarse a más mujeres desnudas, y otra veces estaba presente para ver mujeres y hombres desnudos entrelazarse juntos y relacionarse. De haber sido más veces sodomizado (acto que él decía que no era pecado porque no estaba escrito en el Decálogo, lo mismo que decía del bestialismo).
Obispo Giberti (Nápoles), 1687

El 13 de septiembre de ese año, Molinos abjuró de sus errores en la iglesia de Santa María sopra Minerva.
Fue condenado "por inmoralidad y heterodoxia"
a estar permanentemente vestido con un hábito penitencial,
a recitar diariamente un Credo y un tercio del Rosario,
a confesarse cuatro veces al año y
a reclusión perpetua.
Su amigo el papa Inocencio XI ratificó la sentencia el 20 de noviembre de 1687 con la bula Coelestis pastor.
Nueve años después, Molinos fue trasladado de la mazmorra a un monasterio en Roma, donde murió el 28 de diciembre de 1696.

## Obra
La obra de Molinos representa el crepúsculo de la brillante tradición mística española. Si bien la Guía espiritual y su quietismo no tuvieron repercusiones en España, sí tuvo bastante interés en el extranjero: fue traducida al latín, francés, holandés, italiano, alemán e inglés; en quince años corrieron veinte ediciones en diversas lenguas. El quietismo tuvo repercusión sobre todo en Italia, donde cardenales como Casanata, Carpegna, Azzolini y el mismo D'Estrées se honraron con la amistad de Molinos, y otros como Leandro Colloredo, Cíceri y Petrucci, obispo de Jesi, las abrazaron abiertamente; incluso el propio papa Inocencio XI pareció a muchos inclinado en favor de Molinos y dispuesto a hacerle cardenal. En Francia además también produjo una polémica; difundieron el quietismo el padre François Lacombe, madame Jeanne Guyon y el mismo Fénelon, que apoyó las doctrinas de este sobre el amor divino; intervino al fin Bossuet, quien logró erradicar sus doctrinas. Modernamente, unas supuestas cartas originales de Miguel de Molinos dan pie a Aldous Huxley al análisis y ponderación de su mística y estilo, por parte de Bill Propter, uno de los personajes de su novela After many a summer (1939), traducida al español por Enrique Sordo con el título de Viejo muere el cisne (1987). 
El quietismo atrajo también la atención del poeta José Ángel Valente, quien inspiró su poesía del silencio en algunos de sus postulados o en los del escritor portugués Miguel Torga. La filósofa María Zambrano dedicó también algunas páginas al místico y su obra desde la razón poética, que conformó su pensamiento filosófico, como acercamiento a lo divino. Para Zambrano y Valente “la palabra poética es una metáfora de la resurrección de un lenguaje sagrado que propicia el retorno de la creatividad, símbolo de la regeneración perpetua de la materia”
La contemplación en Miguel de Molinos designa a la vez dos vertientes: por una parte, el objetivo de la unión mística, y, por otra, el método para alcanzarla. En ese método los conceptos preferidos de Molinos son la aniquilación, el recogimiento, la muerte mística, la oración de quietud; en fin, la suspensión de la palabra, del entendimiento. Pues bien, esa contemplación es la que cayó bajo la sospecha teológica. Se enfrentaban dos conceptos de espiritualidad: el no discursivo y contemplativo, y el discursivo y meditativo de los jesuitas, principales detractores del quietismo. Los contenidos teológicos de la bula papal que condena a Molinos (Caelestis pastor, del 20 de noviembre de 1687), son bastante pobres. El argumento más reiterado es el de la inmoralidad y la incitación al pecado, entendiendo muy a menudo implícita o explícitamente por tal pecado la conducta sexual. La lógica de esta derivación es bastante clara: se acusa a Molinos de promover una espiritualidad que dejaría en suspenso, en virtud de la apelación a la quietud, la responsabilidad moral; de ahí, la derivación hacia la irresponsabilidad moral, que conduce, entre otros, al pecado de contenido sexual. En síntesis, los argumentos serían los siguientes:
1. Molinos encarna una tendencia natural, inscrita en la naturaleza humana, a evitar los esfuerzos, en este caso el esfuerzo espiritual, la práctica de las virtudes, etc.
2. En el difícil equilibrio entre esfuerzo y gracia divina, Molinos y el quietismo exageran el elemento de la gracia; ello parece eximirles del esfuerzo, los precipita en el abandono.
3. El quietismo exagera la pasividad, hasta el punto de eliminar la voluntad, la responsabilidad; ello conduce de hecho a la ociosidad espiritual.
4. El quietismo modifica el carácter de la unión mística, derivando hacia una especie de panteísmo donde toda delimitación entre la criatura y Dios queda desdibujada.

Molinos escribió además La devoción de la buena muerte (Valencia, 1662), publicada bajo el seudónimo de Juan Bautista Catalá, y Tratado de la comunión cotidiana.
Molinos siempre añoró volver a su pueblo natal Muniesa, sin poder llegar a cumplirlo.